# Раменський Леонтій Григорович
Леонтій Григорович Ра́менський (4 (16) червня 1884, Петербург, — 27 січня 1953, Москва) — ботанік і географ, лукознавець, доктор біологічних наук (1935). Член КПРС з 1946.

## Наукова кар'єра
Закінчив університет Петрограду (1916). У 1911—1928 роках працював в наукових установах Воронезької губернії (в тому числі у Воронезькому університеті), з 1928 року — в Державному луговому інституті (нині Всеросійський науково-дослідний інститут кормів ім. В. Р. Вільямса). Вивчав природні кормові угіддя низки районів СРСР і в 1932 очолив їх інвентаризацію в масштабі всієї країни. Розробив уявлення про єдину типологію земель, розвивав екологічний напрям в геоботаніці, вніс багато нового в її теорію (вчення про безперервність рослинного покриву і про екологічну індивідуальність видів). Роботи Раменського з теорії фітоценозів отримали широке визнання. Був піонером вживання кількісних методів при геоботанічних дослідженнях (проективне покриття, стандартні екологічні шкали). Один з основоположників вчення про морфологію географічного ландшафту.
Раменський приділяв багато уваги вивченню антропогенного чинника у формуванні ландшафтів (1935). На його думку, об'єктом дослідження ландшафтознавців мають стати не лише натуральні, але й змінені людиною і створені нею культурні ландшафти.
У 1908 в складі ботанічного відділу взяв участь в  Камчатської експедиції Ф. П. Рябушинського, досліджував  болота і  озера, вивчав мохи і водорості, збирав колекції матеріалів по цих групах, допомагав вести метеорологічні спостереження, зробив докладний опис озер  Ближнього,  Далекого,  Ничикінського і  Халактирського, а також  Паратунської тундри.
Спільно з іншими учасниками експедиції обстежив  Тар'їнскую бухту, Паратунську долину і Паратунські ключі,  Коряцький вулкан,  Авачинську тундру  і околиці Халактирского озера.